# دوري ماكاو لكرة القدم
دوري ماكاو لكرة القدم هي مسابقة كرة القدم بين أندية ماكاو.
البطل الحالي هو بنفيكا ماكاو.